# Acacia cultriformis
Acacia cultriformis är en ärtväxtart som beskrevs av George Don jr. Acacia cultriformis ingår i släktet akacior, och familjen ärtväxter. Inga underarter finns listade i Catalogue of Life.

## Bildgalleri

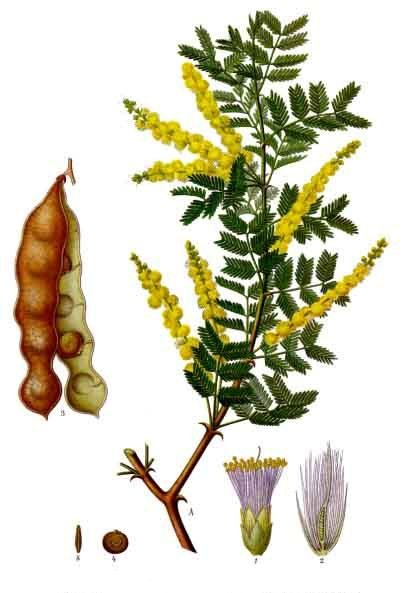